# Cléon (Seine-Maritime)
Cléon est une commune française située dans le département de la Seine-Maritime en région Normandie.

## Géographie
La commune de Cléon est située à 14 kilomètres au sud de Rouen, sur la rive droite de la Seine dont un méandre ceinture presque entièrement le territoire. Cette situation bénéficie de la proximité de l'échangeur autoroutier de Tourville-la-Rivière (sortie no 21 de l'autoroute A13) au-delà duquel est implanté le centre commercial régional.

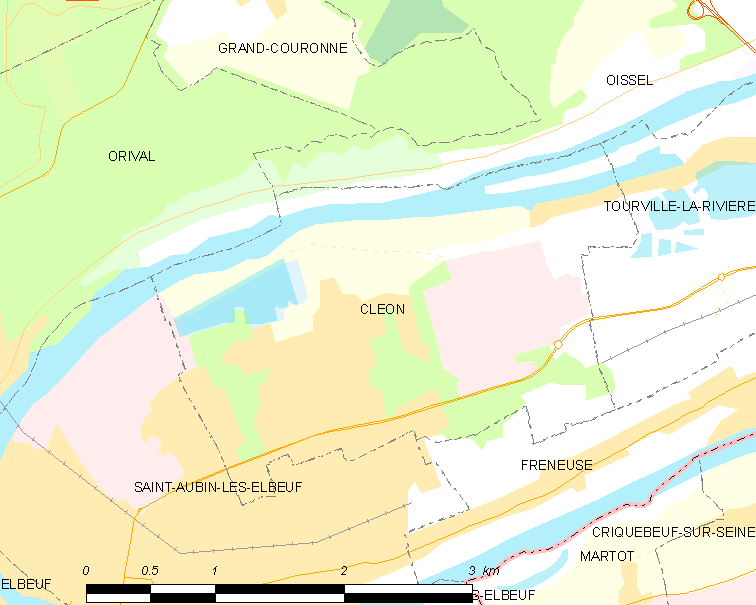
Carte de la commune de Cléon.

Ce secteur comprend d'importants lacs et retenues artificielles, dont le plan d'eau de Bedanne aménagé en base de loisirs. Du fait de sa position sur le fleuve, la ville a été périodiquement sujette aux inondations ; la plus importante d'entre elles se produisit en 1910.

### Hydrographie
La commune est située dans le bassin Seine-Normandie. Elle est drainée par la Seine et divers autres petits cours d'eau,.
La Seine, qui prend sa source à Source-Seine, en Côte-d'Or, sur le plateau de Langres, traverse le département avec de larges méandres sur son flanc sud et se jette dans la Manche entre Le Havre et Honfleur. 
Un plan d'eau complète le réseau hydrographique : la carrière du Clos Brûlé (22,37 ha),.

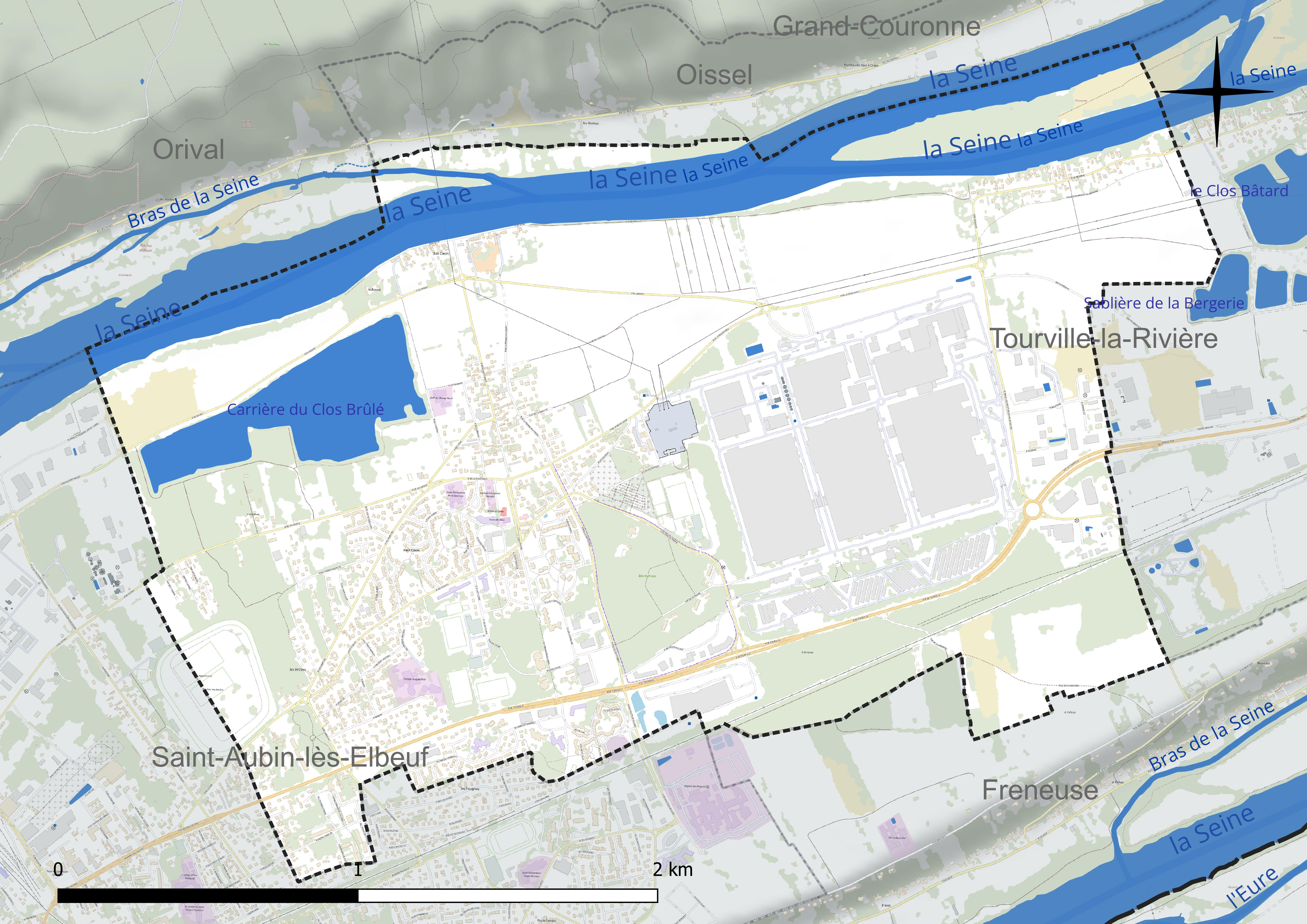
Réseau hydrographique de Cléon.

### Climat
Pour des articles plus généraux, voir Climat de la Normandie et Climat de la Seine-Maritime.
En 2010, le climat de la commune est de type climat océanique dégradé des plaines du Centre et du Nord, selon une étude du CNRS s'appuyant sur une série de données couvrant la période 1971-2000. En 2020, Météo-France publie une typologie des climats de la France métropolitaine dans laquelle la commune est exposée à un climat océanique et est dans la région climatique Côtes de la Manche orientale, caractérisée par un faible ensoleillement (1 550 h/an) ; forte humidité de l’air (plus de 20 h/jour avec humidité relative > 80 % en hiver), vents forts fréquents. Parallèlement le GIEC normand, un groupe régional d’experts sur le climat, différencie quant à lui, dans une étude de 2020, trois grands types de climats pour la région Normandie, nuancés à une échelle plus fine par les facteurs géographiques locaux. La commune est, selon ce zonage, exposée à un « climat contrasté des collines », correspondant au Pays d’Auge, Lieuvin et Roumois, moins directement soumis aux flux océaniques et connaissant toutefois des précipitations assez marquées en raison des reliefs collinaires qui favorisent leur formation.
Pour la période 1971-2000, la température annuelle moyenne est de 11 °C, avec une amplitude thermique annuelle de 13,6 °C. Le cumul annuel moyen de précipitations est de 772 mm, avec 12,4 jours de précipitations en janvier et 8,3 jours en juillet. Pour la période 1991-2020, la température moyenne annuelle observée sur la station météorologique la plus proche, située sur la commune de Louviers à 15 km à vol d'oiseau, est de 11,8 °C et le cumul annuel moyen de précipitations est de 719,5 mm,. Pour l'avenir, les paramètres climatiques de la commune estimés pour 2050 selon différents scénarios d’émission de gaz à effet de serre sont consultables sur un site dédié publié par Météo-France en novembre 2022.

## Urbanisme

### Typologie
Au 1er janvier 2024, Cléon est catégorisée centre urbain intermédiaire, selon la nouvelle grille communale de densité à sept niveaux définie par l'Insee en 2022.
Elle appartient à l'unité urbaine de Rouen, une agglomération inter-départementale regroupant 50  communes, dont elle est une commune de la banlieue,,. Par ailleurs la commune fait partie de l'aire d'attraction de Rouen, dont elle est une commune de la couronne,. Cette aire, qui regroupe 317 communes, est catégorisée dans les aires de 200 000 à moins de 700 000 habitants,.

### Occupation des sols
L'occupation des sols de la commune, telle qu'elle ressort de la base de données européenne d’occupation biophysique des sols Corine Land Cover (CLC), est marquée par l'importance des territoires artificialisés (43,6 % en 2018), en augmentation par rapport à 1990 (42,1 %). La répartition détaillée en 2018 est la suivante : 
zones urbanisées (23,6 %), zones industrielles ou commerciales et réseaux de communication (15,8 %), terres arables (15,5 %), forêts (14,7 %), eaux continentales (12,9 %), zones agricoles hétérogènes (8,3 %), prairies (4,8 %), espaces verts artificialisés, non agricoles (2,3 %), mines, décharges et chantiers (1,9 %), milieux à végétation arbustive et/ou herbacée (0,1 %). L'évolution de l’occupation des sols de la commune et de ses infrastructures peut être observée sur les différentes représentations cartographiques du territoire : la carte de Cassini (XVIIIe siècle), la carte d'état-major (1820-1866) et les cartes ou photos aériennes de l'IGN pour la période actuelle (1950 à aujourd'hui).

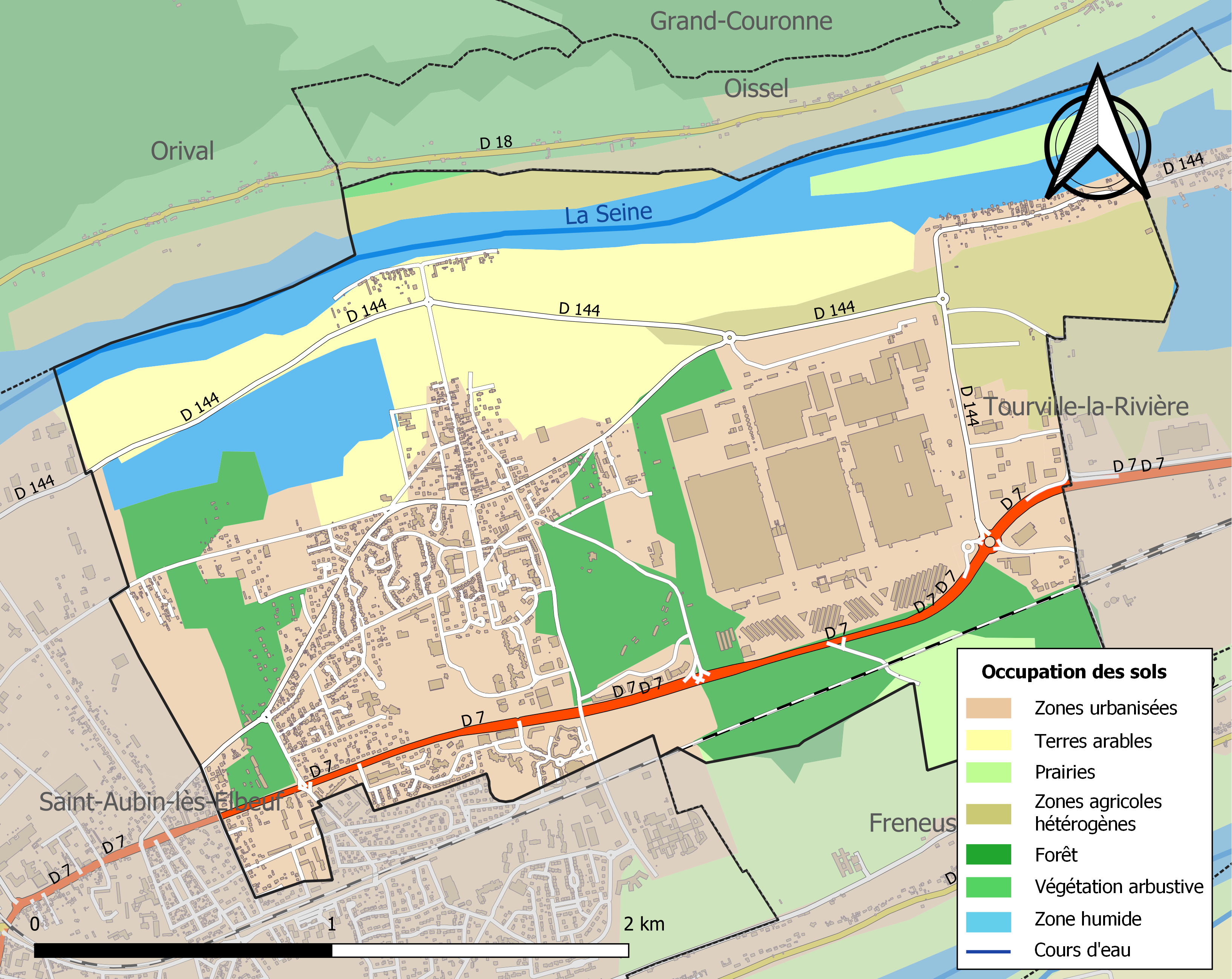
Carte des infrastructures et de l'occupation des sols de la commune en 2018 (CLC).

## Toponymie
Le lieu est attesté sous les formes Cleon en 1231 et Clao vers 1240.
Albert Dauzat et Charles Rostaing, en se basant sur des formes plus tardives, avaient suggéré, tout comme pour le Claon et le Clion, une racine gauloise *clat-, non attestée et de sens obscur.
Xavier Delamarre ne cite aucune racine *clat dans son dictionnaire, en revanche il mentionne cladia, clado- « fossé, tranchée, vallée creuse ».
Ernest Nègre fait remonter l'origine du nom au mot oïl cloon  « claie ou clôture ».
François de Beaurepaire hésite à rapprocher ce toponyme de Clion dans l'Indre, anciennement mentionné sous la forme Claudiomagus « le marché de Claudius ».

## Histoire
L'état civil s'est mis en place progressivement entre 1630 (registre des baptêmes) et 1652 (registre des décès). Au début du XVIIIe siècle, la commune comptait une centaine de foyers et l'activité dominante de charpentiers en bateaux a été progressivement remplacée par celle du textile. Ce mouvement sera amplifié un siècle plus tard, après la guerre de 1870, lorsqu'un grand nombre d'Alsaciens refusant l'annexion, choisissent de s'installer dans la région d'Elbeuf (nombreux de ces nouveaux habitants travaillaient dans l'industrie textile en Alsace).
Cléon fait partie du canton d'Elbeuf à sa création en 1789.
En 1857, la construction d'une école avec la mairie est votée et ces bâtiments seront terminés en 1861. Il s'agit dans un premier temps d'une école de filles, l'école de garçons ne sera édifiée qu'en 1893, mais la gratuité, malgré la loi, ne sera pas effective immédiatement.
Au début du XXe siècle, la ville qui comprenait près de 700 habitants, s'articulait autour de la rue Ren- Sortemboc unique voie en terre battue où l'on trouvait la fontaine (unique source d'eau potable), les commerces, la mairie et l'école. La bicyclette était l'unique moyen de transport, jusqu'à l'arrivée des premières tractions et le goudronnage de la rue.
En septembre 1914, un commando allemand chargé de faire sauter le pont d'Oissel, traversa le village, à bord de véhicules à moteur.
Vers 1930, une guinguette, située à Bédanne en bord de Seine, permettait aux Cléonnais de louer des barques à fonds plats (ces embarcations pouvaient contenir une dizaine de personnes, elles avaient une vocation de plaisance et servaient également à la chasse de petit gibier sur les rives peu accessibles).
Ainsi, la commune de Cléon a conservé un caractère rural jusqu'à la fin des années 1950 ; plus précisément en 1958, date à laquelle le maire Lucien Hainneville soutient l'implantation de la régie Renault : un atout économique majeur pour la commune (il s'agit d'un site de mécanique du Groupe Renault, qui fabrique des boîtes de vitesses et des moteurs).
À l'origine, le premier atelier fabriquait des pièces mécaniques destinées au montage des boîtes de vitesses de la Dauphine avec une soixantaine d'employés. Vingt ans après, plus de 9 millions de moteurs et 16 millions de boîtes de vitesses ont été produites à Cléon.
Le nom de la ville sera utilisé pour nommer 2 motorisations emblématiques de la marque au losange, le mythique « moteur Cléon-Fonte » et le « moteur Cléon-Alu ». Pour les collectionneurs de voitures anciennes, le nom « Cléon » évoque surtout ces deux motorisations qui animent leurs véhicules de collection.
Pendant Mai 68, c'est une des premières usines en grève. Jeudi 16 mai à 5 heures, l'équipe du matin trouve portes fermées, la grève ayant été déclenchée le mercredi 14 mai à 15 heures. Plusieurs centaines de salariés de l'équipe de nuit restent enfermés dans les bâtiments administratifs et le directeur de l'usine refuse de quitter l'entreprise.

## Politique et administration

### Rattachements administratifs et électoraux
Rattachements administratifs
La commune se trouve  dans l'arrondissement de Rouen du département de la Seine-Maritime.
Elle faisait partie depuis 1793 du canton d'Elbeuf. Dans le cadre du redécoupage cantonal de 2014 en France, cette circonscription administrative territoriale a disparu, et le canton n'est plus qu'une circonscription électorale.
Rattachements électoraux
Pour les élections départementales, la commune fait partie depuis 2014 du canton de Caudebec-lès-Elbeuf
Pour l'élection des députés, elle fait partie de la quatrième circonscription de la Seine-Maritime.

### Intercommunalité
Cléon était membre de la communauté d'agglomération d'Elbeuf (appelée jusqu'en 2005 communauté d'agglomération Elbeuf - Boucle de Seine), un établissement public de coopération intercommunale (EPCI) à fiscalité propre créé en 2000 et auquel la commune avait transféré un certain nombre de ses compétences, dans les conditions déterminées par le code général des collectivités territoriales.
L'Agglo d'Elbeuf a fusionné avec trois autres structures intercommunales pour former la communauté  le 1er janvier 2010 la communauté d’agglomération Rouen Elbeuf Austreberthe (CREA), qui regroupait :
- la communauté de l’agglomération rouennaise « Agglomération de Rouen »,
- l’Agglo d'Elbeuf ,
- la communauté de communes Seine-Austreberthe,
- la communauté de communes du Trait-Yainville.

La CREA a été transformée le 1er janvier 2015 en métropole sous le nom de  Métropole Rouen Normandie, dont est désormais membre Cléon.

### Tendances politiques et résultats
Au premier tour des élections municipales de 2020 dans la Seine-Maritime, la liste DVG menée par le maire sortant Fréderic Marche — élu en 2015 après la démission d'Alain Ovide  —  remporte l'élection, avec seulement une voix de plus que la majorité absolue des suffrages exprimés (721 voix, 50,13 %, 21 conseillers municipaux élus dont 1 métropolitain), devançant largement les listes menées respectivement par :

- Laëtitia Lefebvre Bellegueulle (DVG, 276 voix, 19,19 %, 2 conseillers municipaux élus) ;

- Ibrahim Dem  (SE, 239 voix, 2 conseillers municipaux élus) ;

- Michèle Burel (202 voix, 14,04 %, 2 conseillers municipaux élus) ;

lors d'un scrutin marqué par la pandémie de Covid-19 en France où 53,44 % des électeurs se sont abstenus.
Le résultat des élections municipales de 2020 a été contesté par  Michèle Burel et Laetitia Lefebvre Bellegueulle alléguant que la liste menée par Frédéric Marche aurait enfreint de nombreuses règles durant la campagne électorale et aurait notamment « diffamé » à leur encontre.
Le  Conseil d’État a effectivement retenu la diffusion tardive  d'un tract  dans un délai ne laissant pas suffisamment de temps aux adversaires de la liste menée par Frédéric Marche pour répondre pour annuler, le 12 février 2021, l'élection municipale.
Des élections municipales sont donc organisées le 30 mai 2021, qui ont vu le succès dès le premier tour de la liste DVG menée par  le maire invalidé Frédéric Marche, qui a obtenu 758 voix (58,67 % des suffrages exprimés et 23 conseillers municipaux élus), devançant les listes menées respectivement par, : 

- Laetitia Lefebvre-Bellegueulle (DVG, 350 voix, 27,09 %, 3  conseillers municipaux élus) ; 

- Ibrahim Dem : (SE, 184 voix, 14,24 % 2 conseillers municipaux élus).

Lors de ce scrutin, 58,81 % des électeurs se sont abstenus.

### Liste des maires
| Période                                  | Période                   | Identité                | Étiquette | Qualité |
| ---------------------------------------- | ------------------------- | ----------------------- | --------- | --- |
| Les données manquantes sont à compléter. |                           |                         |           | |
| 1852                                     |                           | Ferdinand Potel         |           | |
|                                          |                           | Jacques-Isidore Quesney |           | |
| Les données manquantes sont à compléter. |                           |                         |           | |
| 1936                                     |                           | Jules Cabut             | Rad.      | |
| 1940                                     | 1945                      | Marcel Juvénal          |           | |
| 1945                                     | 1947                      | Pierre Deboos           |           | Ouvrier des produits chimiques |
| 1947                                     | 1959                      | Lucien Hainneville      | SFIO      | Chef de fabrication |
| Les données manquantes sont à compléter. |                           |                         |           | |
| mars 1977                                | juin 1995                 | Alain Rhem              | PS        | Technicien Conseiller général de Caudebec-lès-Elbeuf (1982 → 1994) |
| juin 1995                                | juillet 2015              | Alain Ovide             | PS        | Ancien membre de l’Éducation nationale Chevalier de la Légion d'honneur Démissionnaire |
| juillet 2015                             | En cours (au 6 juin 2021) | Frédéric Marche         | PS → DVG  | Charge de mission à la Caisse d'Épargne Normandie Conseiller départemental de Caudebec-lès-Elbeuf (2015 → ) Réélu pour le mandat 2020-2026, Élection municipale de 2020 annulée par le Conseil d'État Réélu lors de l'élection municipale partielle du 30 mai 2021. |

## Démographie
L'évolution du nombre d'habitants est connue à travers les recensements de la population effectués dans la commune depuis 1793. Pour les communes de moins de 10 000 habitants, une enquête de recensement portant sur toute la population est réalisée tous les cinq ans, les populations de référence des années intermédiaires étant quant à elles estimées par interpolation ou extrapolation. Pour la commune, le premier recensement exhaustif entrant dans le cadre du nouveau dispositif a été réalisé en 2008.

En 2022, la commune comptait 4 863 habitants, en évolution de −3,63 % par rapport à 2016 (Seine-Maritime : +0,35 %, France hors Mayotte : +2,11 %).
| 1793 | 1800 | 1806 | 1821 | 1831 | 1836 | 1841 | 1846 | 1851 |
| ---- | ---- | ---- | ---- | ---- | ---- | ---- | ---- | ---- |
| 553  | 504  | 533  | 502  | 525  | 527  | 510  | 511  | 501  |

| 1856 | 1861 | 1866 | 1872 | 1876 | 1881 | 1886 | 1891 | 1896 |
| ---- | ---- | ---- | ---- | ---- | ---- | ---- | ---- | ---- |
| 506  | 522  | 566  | 554  | 580  | 562  | 550  | 540  | 513  |

| 1901 | 1906 | 1911 | 1921 | 1926 | 1931 | 1936 | 1946 | 1954 |
| ---- | ---- | ---- | ---- | ---- | ---- | ---- | ---- | ---- |
| 478  | 488  | 473  | 432  | 508  | 534  | 638  | 717  | 784  |

| 1962  | 1968  | 1975  | 1982  | 1990  | 1999  | 2006  | 2008  | 2013  |
| ----- | ----- | ----- | ----- | ----- | ----- | ----- | ----- | ----- |
| 1 336 | 1 938 | 3 157 | 5 089 | 5 870 | 6 042 | 5 747 | 5 655 | 5 147 |

| 2018  | 2022  | - | - | - | - | - | - | - |
| ----- | ----- | - | - | - | - | - | - | - |
| 4 943 | 4 863 | - | - | - | - | - | - | - |

## Culture locale et patrimoine

### Lieux et monuments
- Monument aux morts (1921).

### Héraldique
| Armes de Cléon | Les armes de la commune de Cléon se blasonnent ainsi : Coupé au 1) d’azur aux trois épis de blé d’or issant d’une roue dentée d’argent, au 2) de gueules à l’épée d’argent garnie d’or, pointe en bas, sur un manteau éployé du même. |